# Campbelltown (New South Wales)
Campbelltown is een buitenwijk van Sydney. Campbelltown ligt in Greater Western Sydney, 50 kilometer ten zuidwesten van van Sydney Central Business District. Campbelltown de zetel van de lokale regering van de City of Campbelltown.
De naam Campbelltown is afgeleid van Elizabeth Campbell, de vrouw van de voormalige gouverneur van New South Wales Lachlan Macquarie. Oorspronkelijk was de naam Campbell-Town, de naam is later versimpeld naar Campbelltown.

## Geschiedenis
Het gebied Campbelltown werd eerst bewoond door het Tharawal volk. Niet lang na de komst van de Eerste Vloot in Sydney in 1788, ontsnapte 6 stuks vee en werden pas na 7 jaar weer teruggezien door de Britten. Ze werden wel gezien, maar door het Tharawal volk. Op een rotstekening site genaamd Bull Cave nabij Campbelltown tekenden zij een aantal stuks vee met uitgesproken horens. De Tharawal beschreven het vee aan de Britse ontdekkers en in 1795 vonden de Britten een veestapel van 60 dieren die aan het grazen waren in een gebied nu bekend als Camden.